# 戸神社

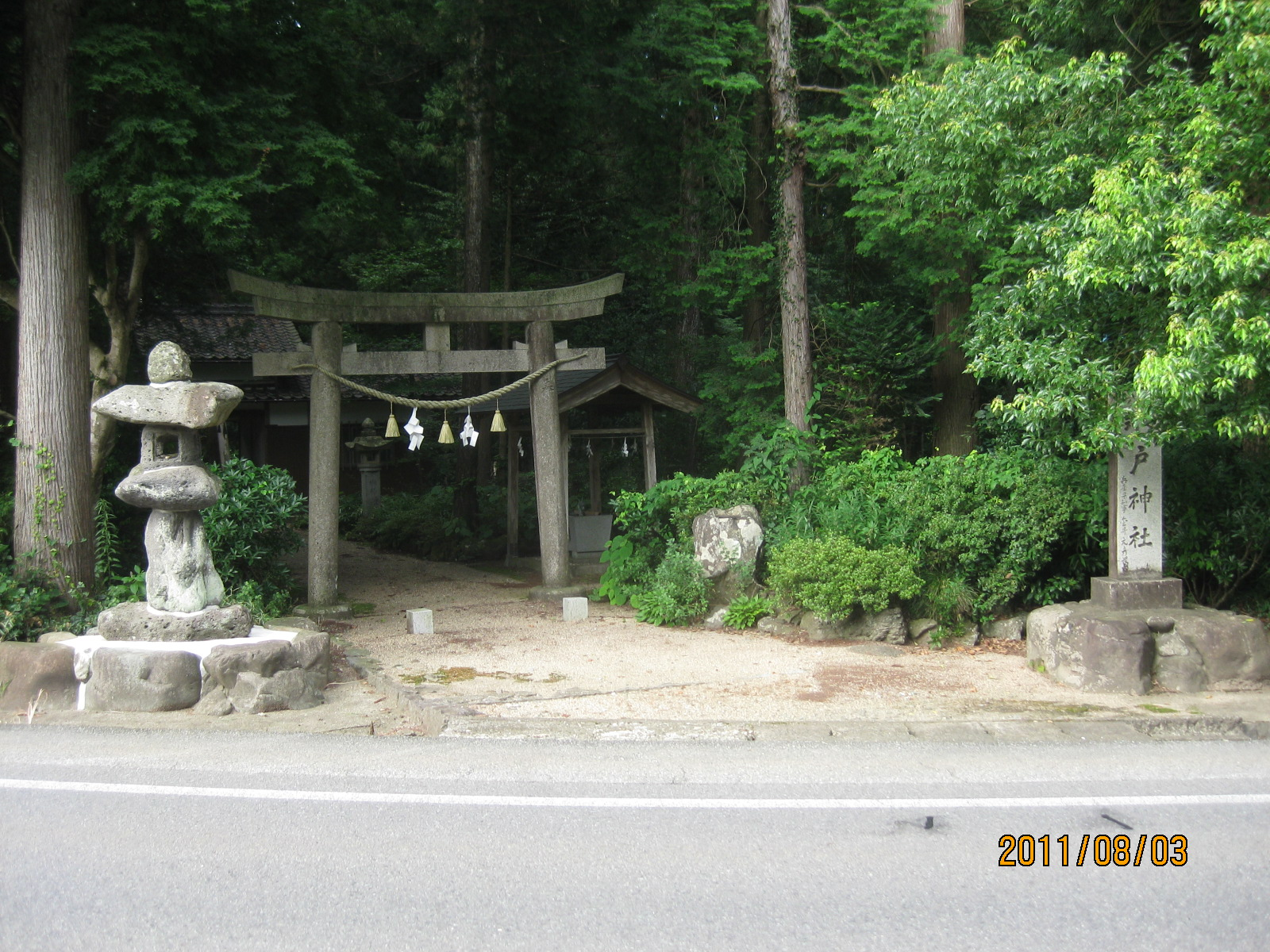
戸神社鳥居・社号標

戸神社（とのじんじゃ）は、兵庫県豊岡市にある神社。式内社（名神大社）、旧社格は村社、神饌幣帛料供進指定神社。

## 概要
但馬国の名神大社十社中の一社に数えられた古社。御祭神の大戸比賣命は、またの名を奥津比売神とも称し、竃を司る神である。

## 祭神
- 大戸比売命

## 歴史
『続日本後紀』承和9年10月乙亥（15日）条（842）
但馬国気多郡山神。雷神。戸神。蜀椒神。城埼郡海神等五前。並預二官社一。
『日本三代実録』貞観10年12月27日丙戌条（868）
授二但馬国従五位上出石神。粟鹿神並正五位下。従五位下山神。戸神。雷神。[木蜀]椒神。海神並従五位上一。
『延喜式』3（臨時祭）・名神祭条〔28〕
粟鹿神社一座。夜夫神社二座。伊豆志神社八座。
山神社一座。戸神社一座。雷神社一座。
[木蜀]椒神社一座。海神社一座。已上但馬国。

## 但馬国官幣社について
『延喜式』3（臨時祭）・名神祭条〔28〕
名神祭二百八十五座。粟鹿神社一座。夜夫神社二座。伊豆志神社八座。
山神社一座。戸神社一座。雷神社一座。
[木蜀]椒神社一座。海神社一座。已上但馬国。

## 摂末社
厳島神社・名草神社

## 現地情報
交通アクセス
バス
- 江原駅（JR西日本山陰本線）から、イナカーバス神鍋高原行石井下車、約20分、徒歩1分

車
- 国道312号線祢布交差点から国道482号線を西へ約6km、約9分